# Klášter Graefenthal
Klášter Graefenthal (německy Kloster Graefenthal) je bývalý cisterciácký klášter a pohřebiště hrabat z Geldern v německé spolkové zemi Severní Porýní-Vestfálsko. Leží mezi obcemi Kessel a Asperden. V současné době je v soukromém vlastnictví a pořádají se zde různé akce a semináře.

## Historie kláštera
Cihlový klášter určený cisterciačkám byl založen hrabětem Otou z Geldern roku 1248 a své jméno získal podle latinského „Vallis Comitis“ (Hraběcí údolí). Jeho choť Markéta z Clèves, na jejíž naléhání k fundaci došlo, zde byla již roku 1251 pohřbena a během příštích desetiletí klášter díky štědré podpoře hrabat z Geldern zažíval období rozkvětu a prosperity. Během 15. století a burgundských válek došlo ke značnému poškození klášterních budov a následným přestavbám. Roku 1802 byl klášter sekularizován. O šest let později byl zbořen konventní kostel.